# Bristol Manor Farm FC
Bristol Manor Farm FC (celým názvem: Bristol Manor Farm Football Club) je anglický fotbalový klub, který sídlí ve městě City of Bristol, jenž má zároveň statut samostatného ceremoniálního hrabství. Založen byl v roce 1960. Od sezóny 2018/19 hraje v Southern Football League Division One South (8. nejvyšší soutěž). Klubové barvy jsou červená a černá.
Své domácí zápasy odehrává na stadionu The Creek s kapacitou 2 000 diváků.

## Úspěchy v domácích pohárech
Zdroj: 
- FA Cup
  - 2. předkolo: 1982/83, 2010/11, 2013/14
- FA Trophy
  - 1. předkolo: 2017/18
- FA Vase
  - Čtvrtfinále: 2015/16

## Umístění v jednotlivých sezonách
Stručný přehled
Zdroj: 
- 1977–1983: Western Football League (Division One)
- 1983–2002: Western Football League (Premier Division)
- 2002–2004: Western Football League (Division One)
- 2004–2017: Western Football League (Premier Division)
- 2017–2018: Southern Football League (Division One West)
- 2018– : Southern Football League (Division One South)

Jednotlivé ročníky
Zdroj: 
Legenda: Z - zápasy, V - výhry, R - remízy, P - porážky, VG - vstřelené góly, OG - obdržené góly, +/- - rozdíl skóre, B - body, červené podbarvení - sestup, zelené podbarvení - postup, fialové podbarvení - reorganizace, změna skupiny či soutěže
| Sezóny  | Liga                                          | Úroveň | Z  | V  | R  | P  | VG  | OG | +/- | B   | Pozice |
| ------- | --------------------------------------------- | ------ | -- | -- | -- | -- | --- | -- | --- | --- | ------ |
| 2009/10 | Western Football League (Premier Division)    | 9      | 38 | 16 | 11 | 11 | 70  | 55 | +15 | 59  | 7.     |
| 2010/11 | Western Football League (Premier Division)    | 9      | 36 | 18 | 7  | 11 | 73  | 63 | +10 | 61  | 7.     |
| 2011/12 | Western Football League (Premier Division)    | 9      | 34 | 13 | 8  | 13 | 63  | 57 | +6  | 47  | 8.     |
| 2012/13 | Western Football League (Premier Division)    | 9      | 38 | 11 | 6  | 21 | 55  | 72 | -17 | 39  | 18.    |
| 2013/14 | Western Football League (Premier Division)    | 9      | 40 | 26 | 8  | 6  | 104 | 32 | +72 | 86  | 2.     |
| 2014/15 | Western Football League (Premier Division)    | 9      | 36 | 18 | 9  | 9  | 67  | 40 | +27 | 63  | 4.     |
| 2015/16 | Western Football League (Premier Division)    | 9      | 38 | 25 | 5  | 8  | 109 | 44 | +65 | 80  | 3.     |
| 2016/17 | Western Football League (Premier Division)    | 9      | 38 | 33 | 3  | 2  | 118 | 33 | +85 | 102 | 1.     |
| 2017/18 | Southern Football League (Division One West)  | 8      | 42 | 20 | 9  | 13 | 83  | 61 | +22 | 69  | 9.     |
| 2018/19 | Southern Football League (Division One South) | 8      | 38 |    |    |    |     |    |     |     |        |